# Alfred Scott-Gatty
Alfred Scott-Gatty KCVO, KStJ, FSA (1847 - 1918) fou un compositor anglès.
Fou Rei d'Armes Principal de la Lligacama i també es dedicà a la música, sent seves les operetes Stanford and Merton's Christmas Party (1880) i Not at Home (1886), nombrosos preludis i intermedis per a comèdies, set volums de melodies vocals i peces per a piano.